# Paul Eddington
Paul Eddington, född 18 juni 1927 i St John's Wood i City of Westminster i London, död 4 november 1995 i Southwark i London, var en brittisk skådespelare.
Han gjorde scendebut 1944 med ENSA (underhållningsdetaljen i brittiska armén) samt West End-debut 1961. Eddington var en populär komediskådespelare på såväl scen som TV.
För svenska TV-tittare är han mest känd från serierna Livet är grönt (The Good Life, 1975-1978), Javisst, herr minister (Yes, Minister, 1980-1984) och dess uppföljare Javisst, herr premiärminister (Yes, Prime Minister, 1986-1987). Hans framställning av en i sakfrågor helt inkompetent minister som likväl slutar som premiärminister uppskattades till så hög grad av premiärminister Margaret Thatcher att han belönades med Brittiska imperieorden (CBE) 1987.
När han var 28 hade Eddington  blivit diagnostiserad med mycosis fungoides, en sällsynt form av non-Hodgkins lymfom där CD4 T-celler växer okontrollerat i huden. Cancern kom så småningom att metastasera till inre organ, men under 39 år höll Eddington sjukdomen privat. Bara hans föräldrar, fru och syskon visste om det till 1994, då Eddington gick ut offentligt för att stoppa skvallerpressens rubriker om varför han fått mörkare hud och håravfall. Mindre än ett och ett halvt år senare krävde sjukdomen hans liv. 